# Pouteria caimito
Pouteria caimito – gatunek drzewa owocowego z rodziny sączyńcowatych. Pochodzi z Brazylii, uprawiane jest również w innych krajach Ameryki Południowej i Środkowej. Pierwotnie opisane jako Achras caimito przez Ruiz & Pav.

## Morfologia
Wiecznozielone drzewo o wysokości od 6 do 24 m, do 35 metrów na obszarach tropikalnych. Owoce żółte, okrągłe lub elipsoidalne, niekiedy z widocznymi podłużnymi kreskami. Skórka gładka. Od 1 do 4 czarnych pestek. Owoce spożywane są nieprzetworzone.

## Wykorzystanie
Owoce Pouterii caimito wykorzystuje się w gastronomii jako składnik sałatek i jogurtów.

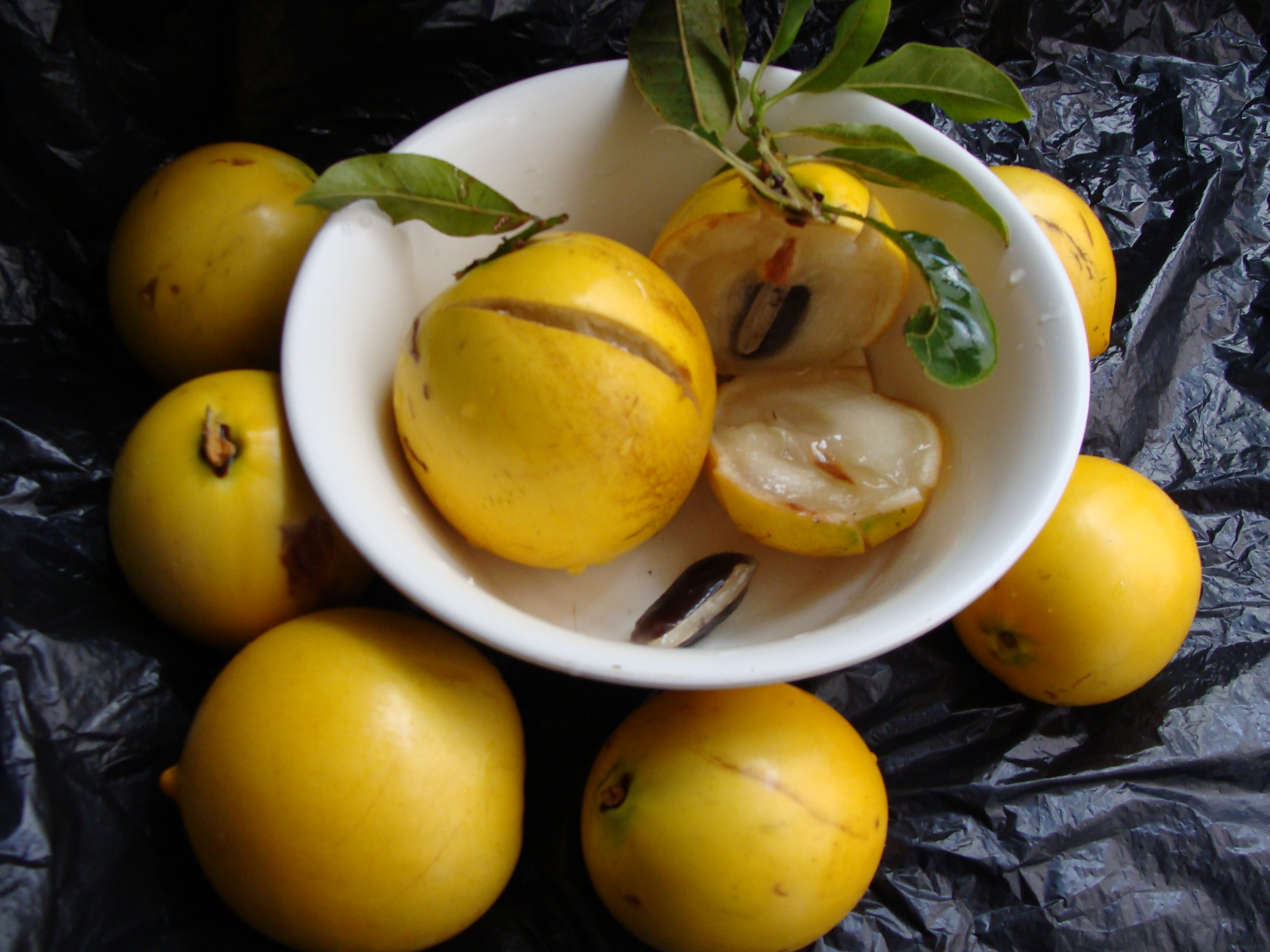
Owoce i nasiona

## Synonimy
| - Achras caimito Ruiz & Pav. - Achras guapeda Casar. - Caleatia caimito (Ruiz & Pav.) Mart. ex Steud. - Guapeba caimito (Ruiz & Pav.) Pierre - Guapeba lasiocarpa (Mart.) Pierre - Guapeba laurifolia Gomes] - Guapebeira brasiliensis Steud. - Guapebeira laurifolia Gomes - Labatia caimito (Ruiz & Pav.) Mart. - Labatia lasiocarpa Mart. - Labatia reticulata Mart. - Lucuma caimito (Ruiz & Pav.) Roem. & Schult. | - Lucuma lasiocarpa (Mart.) A.DC. - Lucuma laurifolia (Gomes) A.DC. - Lucuma laurifolia var. reticulata (Mart.) A.DC. - Lucuma temare Kunth - Pouteria caimito var. laurifolia (Gomes) Baehni - Pouteria caimito var. typica Baehni - Pouteria lasiocarpa (Mart.) Radlk. - Pouteria laurifolia (Gomes) Radlk. - Pouteria leucophaea Baehni - Pouteria temare (Kunth) Aubrév. - Richardella temare (Kunth) Pierre |